# رحلة حب (فلم 1972)
رحلة حب فيلم سوري يشارك فية حسن يوسف وشمس البارودي وسامية الجزائري ورفيق السبيعي وزياد مولوي ومجموعة من الفنانين السوريين المميزين .
بطولة وتمثيل
- حسن يوسف
- شمس البارودي
- سامية الجزائري
- إغراء
- سامية الجزائري
- رفيق السبيعي
- زياد مولوي
- نبيلة النابلسي
- ياسين بقوش
- ملك سكر

## وصلات خارجية
- رحلة حب على موقع الدهليز
- رحلة حب على موقع قاعدة بيانات الأفلام العربية